# Lago Bardawil

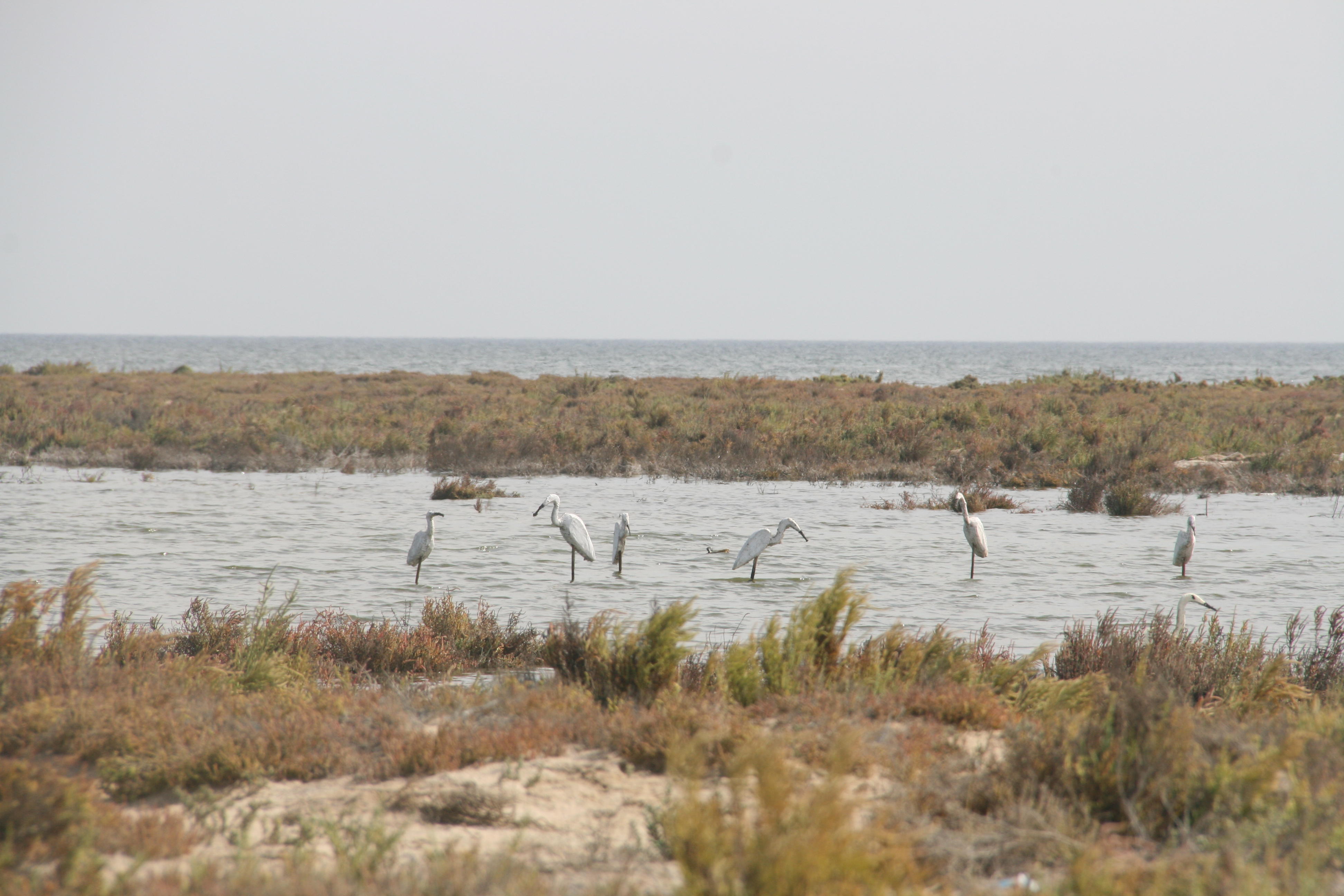
Aves fictícias para atrair e caçar aves migratórias no Lago Bardawil

Lago Bardawil (em árabe: بحيرة البردويل Buḥayrat al-Bardawīl ou سبخة البردويل Sabḵat al-Bardawīl), é uma grande lagoa muito salina próxima à área protegida de Zaranik (também conhecida pela diversidade de insetos e pássaros aquáticos) no Egito,, na costa norte da Península do Sinai. O Lago Bardawil tem cerca de 30 km (19 mi) comprimento e 14 km (8.7 mi) largura (no seu mais largo). É considerado um dos três maiores lagos da Península do Sinai, junto com o Grande Lago Amargo e o Pequeno Lago Amargo. Ele continua diminuindo de tamanho conforme as areias se movem e está se tornando mais uma praia ou Sabkha do que um lago. Entre Port Said e Rafah estão três sabkha principais que se estendem de oeste a leste: Sabkhat El Malaha (Lago Fouad), Sabkhat Bardawil (Lago Bardawil) e Sabkhat El Sheikh Zawayed.
É raso, atingindo uma profundidade de cerca de 3 metros, e é separado do Mar Mediterrâneo por um estreito banco de areia e muitas vezes as águas do mar chegam até lá, tornando-o salino. Possui zonas úmidas protegidas pela Convenção Internacional de Ramsar com uma grande população de pequenas andorinhas-do-mar-anã. 30% das espécies registradas na costa mediterrânea do Sinai estão no Lago Bardawil. Seis espécies ameaçadas de flora existem no Lago Bardawil, incluindo Iris mariae.
Tem seis habitat's incluindo "águas abertas, pântanos salgados húmidos, planícies de areia salina e hummock (nebkas), dunas de areia estabilizadas, depressões interdune, e dunas de areia móveis".
Além da diversidade de pássaros, a área é conhecida por tartarugas marinhas e golfinhos nariz de garrafa embora a alta taxa de mortalidade de tartarugas marinhas seja preocupante. Dentro do Livro Vermelho de Dados da IUCN de 2006, há 6 espécies de plantas ameaçadas que são encontradas perto do lago, incluindo Astragalus camelorum, Bellevalia salah-eidii, Biorum oliveri, Iris mariae, Lobularia arabica e Salsola tetragona. Os quatro primeiros são espécies endêmicas.
Alguns estudantes do Êxodo do Egito pensam que este local é próximo à quarta estação do Êxodo, chamada Pi-hahiroth, dizendo "pode ter sido logo a oeste da ponta ocidental do Lago Bardawil."
Pode ser o que Heródoto descreveu como o Pântano da Sérvia, entre Damietta e o Monte Casius, em suas Histórias de c. 430 a.C.
As lagoas de Bardawil têm o nome do rei dos cruzados, Balduíno I. Baseado em Jerusalém, Balduíno invadiu o Egito para garantir seu reino. Ele adoeceu enquanto pescava no Nilo. Enquanto era levado de volta a Jerusalém em 1118, Balduíno morreu em El-Arish.
Durante a campanha do Sinai e da Palestina na Primeira Guerra Mundial, os soldados aliados dos rifles montados em Canterbury tentaram cortar um canal do mar até a extremidade oeste do lago Bardawil para inundá-lo e evitar que as forças das potências centrais atacassem os Romani do norte, mas eles não tiveram sucesso.